# Екстра магазин
Екстра магазин је недјељни часопис из Републике Српске. У периоду од 1993. до 1995. главни и одговорни уредник је био Милан Цвјетиновић. Од 1996. главни и одговорни уредник је Јовица Петковић. Редакција часописа је у Бијељини.

## Историја
Екстра магазин је основан 1993. у Бијељини, а угашен је 1995. Поново је почео да излази у мају 1996. Многи од новинара који су радили у Екстра магазину прешли су у супарнички часопис „Панорама“ из Бијељине.
Влада Републике Српске је 17. септембра 2009. на сједници Народне скупштине Републике Српске у Бањој Луци објавила одлуку о исплати 5.000.000 марака на име помоћи за 68 медијских кућа у Републици Српској. Екстра магазин је добио износ од 51.494 КМ.